# Osiedle Paderewskiego (Katowice)

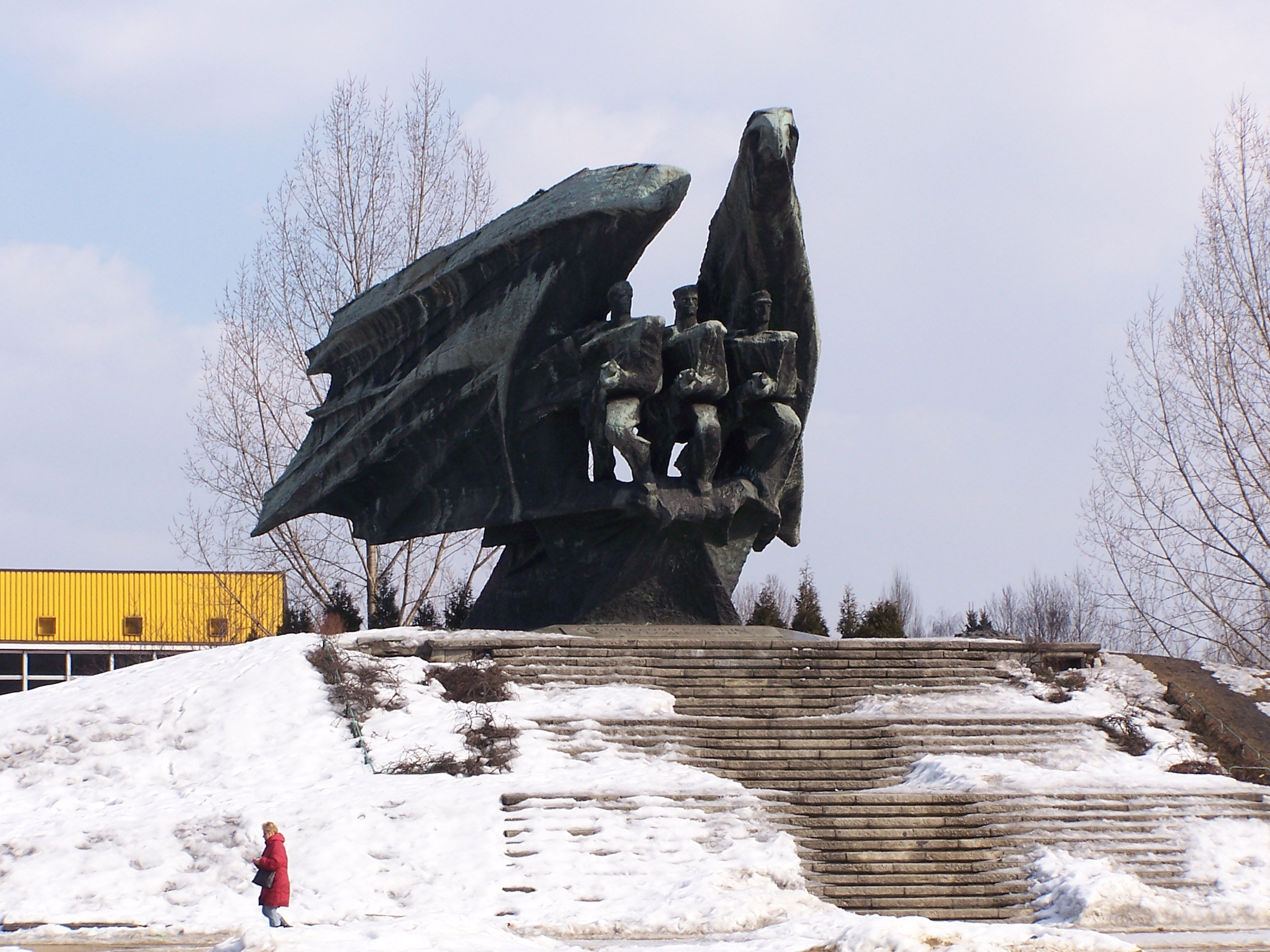
Denkmal des polnischen Soldaten

Osiedle Padereskiego (übersetzt Paderewski-Siedlung; nach dem polnischen Pianisten Ignacy Jan Paderewski) ist eine Ende der 1970er Jahre erbaute Wohnsiedlung mit Scheibenhochhäusern in Plattenbauweise, die sich südöstlich an die Innenstadt von Kattowitz anschließt. 
Das Zentrum der Siedlung bildet ein fußballfeldgroßer, mit Steinplatten ausgelegter Platz, der früher großen Aufmärschen diente, und auf einer kleinen Anhöhe das Denkmal des polnischen Soldaten. Neben den zwei Grund- und Gesamtschulen ist noch die Dolina Trzech Stawów (Übers. Tal der drei Seen) zu erwähnen, in deren Gebiet in den letzten Jahren einige Großbaumärkte und SB-Warenhäuser entstanden sind. Außerdem befindet sich am Rande der Siedlung die moderne Schlesische Bibliothek. In der Siedlung wohnen rund 12.000 Menschen.